# Julija Nowikowa
Julija Giennadjewna Nowikowa, ros. Юлия Геннадьевна Новикова (ur. 18 lutego 1973) – rosyjska aktorka filmowa i teatralna. Jest absolwentką Szkoły Dramatycznej Szepkina. Pracuje również w Teatrze Marka Rozowskiego U Nikitskich worot jako aktorka teatralna.
Po raz pierwszy pojawiła się w roli Wielkiej Księżnej Olgi Nikołajewny Romanowej w filmie Gleba Panfiłowa Carska rodzina Romanowów (2000).

## Filmografia
- 2006: V kruge pervom jako Klara
- 2005: Karuzela
- 2005: Golova Klassika
- 2002: Kocham cię, Lilja
- 2000: Carska rodzina Romanowów jako Wielka Księżna Olga Nikołajewna Romanowa